# Syzygium fluviatile
Syzygium fluviatile är en myrtenväxtart som först beskrevs av William Botting Hemsley, och fick sitt nu gällande namn av Elmer Drew Merrill och Lily May Perry. Syzygium fluviatile ingår i släktet Syzygium och familjen myrtenväxter. Inga underarter finns listade i Catalogue of Life.